# Keith Self

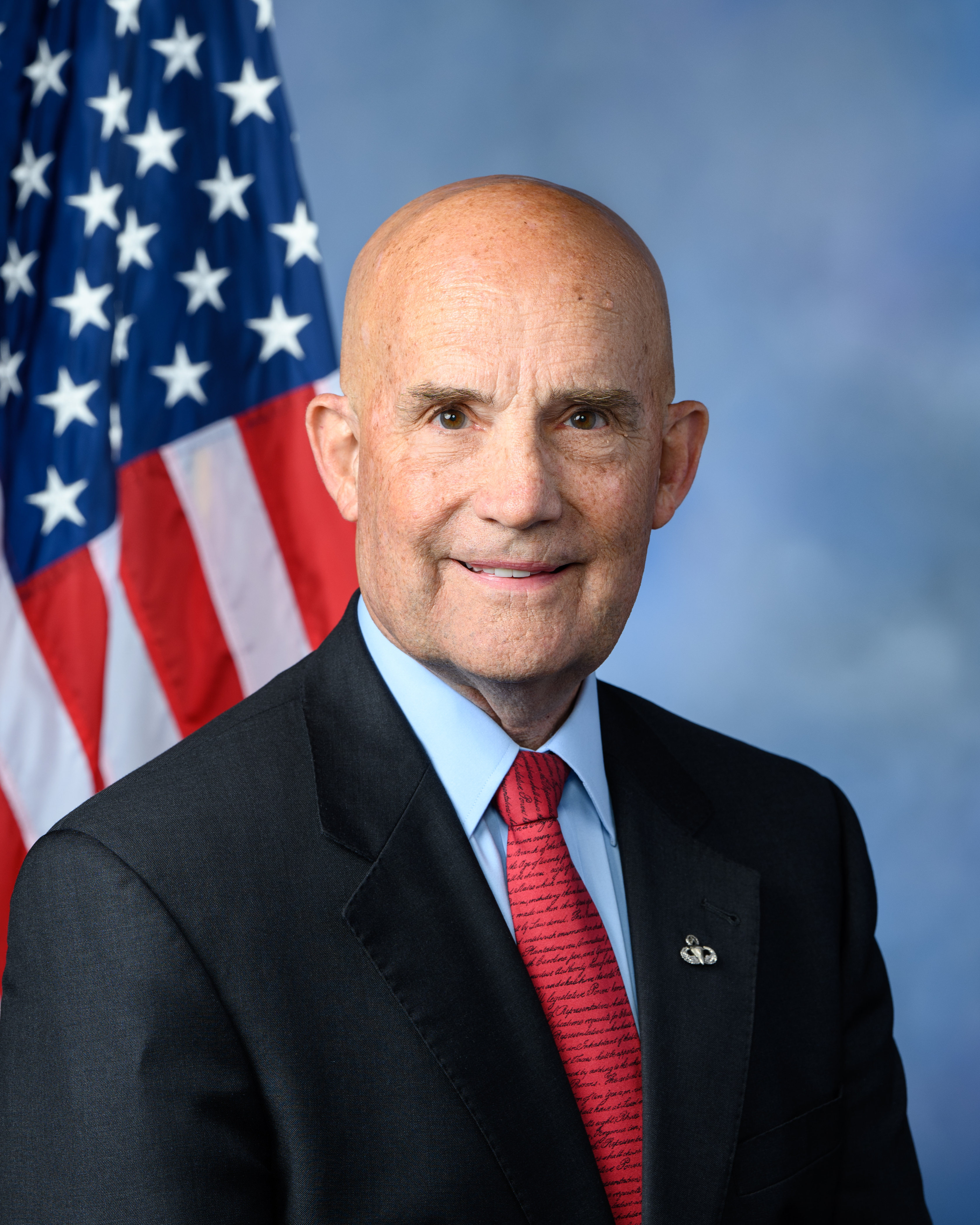
Keith Self (2023)

Keith Alan Self (* 20. März 1953 in Philadelphia, Pennsylvania) ist ein US-amerikanischer Politiker der Republikanischen Partei. Seit Januar 2023 vertritt er den 3. Distrikt des Bundesstaats Texas im US-Repräsentantenhaus.

## Leben
Self kam in einem Militärkrankenhaus auf die Welt und verbrachte seine Kindheit in Texas. Er besuchte bis 1971 die Tascosa High School in Amarillo und erhielt 1975 einen Bachelor of Science von der United States Military Academy, worauf er bis 1999 und von 2002 bis 2003 für die United States Army u. a. in Bosnien, Afghanistan, und Irak diente und an der Command and General Staff College studierte. Seine Militärkarriere beendete er mit dem Rang eines Lieutenant Colonel. 1981 erhielt er einen Master of Arts von der University of Southern California. Nachdem er als Anwalt gearbeitet hatte, wirkte er von nach seiner Wahl 2006 drei Amtszeiten lang von 2007 bis 2018 als County Judge Collin Countys.
Self ist mit Tracy Self verheiratet.

## Politische Laufbahn
2002 scheiterte Selfs Versuch, ins Repräsentantenhaus gewählt zu werden, schon in der republikanischen Vorwahl.
2022 kandidierte er für den Posten des Vertreters des 3. Distrikt Texas’ im Repräsentantenhaus. Der republikanische Amtsinhaber Van Taylor gewann die republikanische Vorwahl ohne eine Absolute Mehrheit, weshalb eigentlich eine Stichwahl gegen den Zweitplatzierten Self angesetzt wurde. Nach einem Sexskandal zog Taylor sich jedoch aus dem Rennen zurück, weshalb Self in der Hauptwahl antrat und mit 60,2 % der Stimmen gegen den Demokraten Sandeep Srivastava gewann. Im Wahlkampf berief sich Self auf Moralismus und Konservatismus. Er wurde im Januar 2023 als Mitglied des Repräsentantenhauses des 118. Kongresses vereidigt.
Bei der Vorwahl zur Kongresswahl 2024 setzte sich Self mit 72,8 % gegen vier Herausforderer durch. Bei den Demokraten war nur Sandeep Srivastava erneut angetreten. Self gewann die Wahl zum 119. Kongress gegen Srivastava mit 62,5 %. Selfs zweite und aktuelle Legislaturperiode in dem Repräsentantenhaus des 119. Kongresses läuft noch bis zum 3. Januar 2027.